# Knooppunt Rijkevoort
Bij Knooppunt Rijkevoort komen de A73 en A77 samen. Het Nederlandse knooppunt, op korte afstand van Boxmeer, is een voorbeeld van een trompetknooppunt. Knooppunt Rijkevoort dankt haar naam aan het dorp Rijkevoort, dat ca. 1 kilometer verderop ligt. Het knooppunt was in 1986 gereed.

## Richtingen knooppunt
| Aansluitende wegen | Aansluitende wegen                        | Aansluitende wegen                           | Aansluitende wegen | Aansluitende wegen |
| ------------------ | ----------------------------------------- | -------------------------------------------- | ------------------ | ------------------ |
|                    |                                           | richting Cuijk / Nijmegen                    |                    |                    |
|                    |                                           |                                              |                    |                    |
|                    | richting Gennep / Goch (D) / Duisburg (D) |                                              |                    |                    |
|                    |                                           |                                              |                    |                    |
|                    |                                           | richting Boxmeer / Overloon / Venray / Venlo |                    |                    |

Almere · Amstel · Arnestein · Assen · Azelo · Badhoevedorp · Bankhoef · Batadorp · Beekbergen · Benelux · Beverwijk · Bodegraven ·  Boterdiep ·  Buren · Burgerveen · Coenplein · De Baars · De Hoek · De Hogt · De Nieuwe Meer · De Poel · De Punt · De Stok · Deil · Diemen · Drachten · Drie Klauwen · Eemnes · Ekkersweijer · Emmeloord · Empel · Euvelgunne · Everdingen · Ewijk · Galder · Gooimeer · Gorinchem · Gouwe · Grijsoord · Hattemerbroek · Heerenveen · Hellegatsplein · Het Vonderen · Hintham · Hoevelaken · Hofvliet · Holendrecht · Holsloot · Hoogeveen · Hooipolder · IJmuiden (niet officieel) · Joure · Julianaplein · Kerensheide · Kethelplein · Klaverpolder · Kleinpolderplein · Kooimeer · Kruisdonk · Kunderberg · Lankhorst · Leenderheide · Lunetten · Maanderbroek · Markiezaat · Muiderberg · Neerbosch · Noordhoek · Ommedijk · Oud-Dijk · Oudenrijn · Paalgraven · Princeville · Prins Clausplein · Raasdorp ·  Reitdiep ·  Ressen · Ridderkerk · Rijkevoort · Rijnsweerd · Rottepolderplein · Rozenburg · Sabina · Sint-Annabosch · Stelleplas · Slufter · Ten Esschen · Terbregseplein · Tiglia · Vaanplein · Valburg · Velperbroek · Velsen · Vlaardingen · Vught · Waterberg · Watergraafsmeer · Werpsterhoek · Westerlee · Ypenburg · Zaandam · Zaarderheiken · Zonzeel · Zoomland · Zuidbroek · Zurich

Geplande knooppunten:
De Liemers · Zestienhoven

Voormalige knooppunten:
Bocholtz · Ekkersrijt · Europaplein (Groningen) · Europaplein (Maastricht) · Lindenholt